# معنا (روانشناسی)
معنا (انگلیسی: Meaning)، معنا یک مفهوم معرفت‌شناسی است که در رشته‌های متعددی مانند روان‌شناسی، فلسفه، زبان‌شناسی، نشانه‌شناسی و جامعه‌شناسی مورد استفاده قرار می‌گیرد.
کاربردهای چند رشته‌ای این اصطلاح مستقل نیستند و می‌توانند کم و بیش همپوشانی داشته باشند. هر ساخت از  اصطلاح معنی می تواند با ساخت های مرتبط در زمینه های دیگر مطابقت داشته باشد. برای مثال، پوزیتیویست های منطقی ، معنا را با تأیید علمی مرتبط می کنند. 

## معنی مثبت زندگی در روان‌شناسی
الف - جنبهٔ انسان‌گرایی، که بر خصوصیات مثبت یک شخص، ظرفیت انسان برای کمال و حق تعیین سرنوشت تأکید دارد.
ب - جنبهٔ مثبت نگر که بر سه موضوع کلی تأکید دارد:
1. تجاربی که مردم برای آنها ارزش قائلند مثل امید، شادی و خوش‌بینی.
2. صفات فردی مثبتی مثل ظرفیت، عشق، کار، فعالیت، قریحه و مهارت‌های میان‌فردی.
3. ارزش‌های مثبت گروهی و شهروندی مثل مسؤلیت‌پذیری، دلگرمی دادن و شکیبایی.[۲]

## برای مطالعهٔ بیشتر
- ایده پردازی
- معنی (فلسفه زبان)